# Union syndicale argentine
Pour les articles homonymes, voir Union syndicale argentine (homonymie).

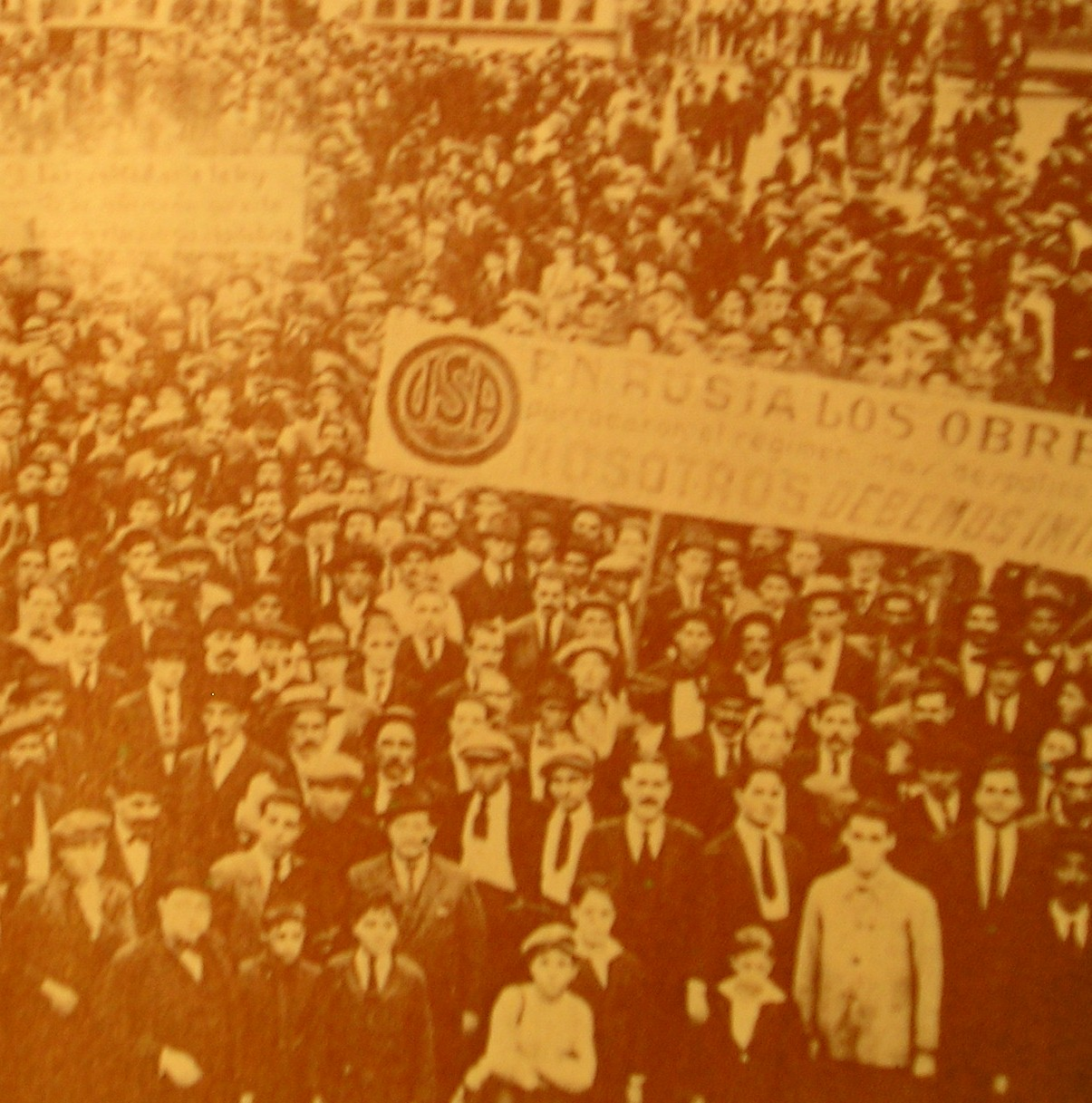
Manifestation de l'Union syndicale argentine en 1923.

L'Union syndicale Argentine (U.S.A.) était une centrale syndicale, dominée par le courant syndicaliste révolutionnaire, et fondée en 1922 dans la République Argentine. L'USA a été créé par la fusion de la FORA avec divers syndicats autonomes. Elle a édité un journal appelé Drapeau Prolétarien.

## Origine et première époque (1922-1930)
La principale caractéristique de l'USA a été son caractère quasi exclusivement syndicaliste révolutionnaire, rejetant ouvertement l'action politique et le communisme, excluant de sa direction, en utilisant divers arguments, les socialistes et les communistes. Des militants de ces tendances, avec de s anarcho-syndicalistes, ont tout de même milité dans l'USA, en critiquant ses orientations.
Ces idées ont été reflétées dans les thèses approuvées lors du congrès de création:
 « L'Union régionale argentine du travail ... déclare:
... l'inutilité de la politique collaborationniste, du recours parlementaire et de la tactique corporatiste limitée à la simple obtention d'améliorations ...
Dans la région argentine, les tendances prolétariennes sont manifestement défavorables au collaborationnisme, anti-politique et fervemment révolutionnaire.
Nous annonçons donc:
1) Ignorer tout droit d'intervention et de tutelle des factions organisées par des partis politiques sur des questions qui concernent et intéressent le prolétariat organisé qui milite dans les rangs de l'USA.
2) Refuser toute invitation des partis politiques à intervenir dans les campagnes électorales ou dans des manifestations à des fins politiques.
3) Proclamer comme principe invariable dans la période de lutte du capitalisme, la supériorité des armes que sont l'action directe, la grève, le boycott et le sabotage, jusqu'aux mouvements insurrectionnels et à la révolution sociale elle-même.
5) Pas de soutien inconditionnel a un quelconque parti politique extrémiste qui aurait réussi à prendre la tête d'un mouvement révolutionnaire...
8) Nous déclarons être contre l'État...
9) Nous conseillons et permettons en notre sein l'exposition de toutes les doctrines de la transformation sociale. »
En 1924 l'USA s'est opposé au projet de loi sur les retraites qu'avait proposé l'Union civique radicale au gouvernement, car cette loi venait de l'état, qu'elle rejetait. La mobilisation syndicale a paradoxalement pu compter sur le soutien de l'organisation patronale Association Nationale du Travail, d'extrême-droite, qui a demandé aux chefs d'entreprise de soutenir les grèves convoquées par l'USA, en fermant les entreprises. Patrons et syndicats ont obtenu le retrait de la loi.
En 1924, le puissant syndicat des employés municipaux (Unión Obrera Municipal), dirigé par l'influent dirigeant socialiste Francisco Pérez Leirós, s'est désaffilié de l'USA, suivi par d'autres syndicats dirigés par des socialistes, comme le syndicat des ouvriers tanneurs.
Les syndicalistes révolutionnaires ont alors réalisé une alliance avec les communistes, en déclarant en 1925 leur opposition à l'Organisation Internationale du Travail (OIT), à l'occasion de la visite dans le pays de son directeur général, Albert Thomas.

## Fusion et création de la CGT (1930-1935)
En 1930, l'USA a fusionné avec la Confédération Ouvrière d'Argentine (COA) pour créer la Confédération Générale du Travail (CGT).

## Rconstitution de l'USA (1935-1945)
En 1935, la CGT a scissionné, entre une «CGT Indépendance» et une «CGT Catamarca». Cette dernière, en 1937, s'est dissoute et à refondé l'Union Syndicale Argentine, avec comme secrétaire général Fortunato Marinelli.

## Incorporation à la CGT (1945)
Dirigée par Luis F. Gay (du syndicat des téléphones) depuis 1939, l'USA a participé au Comité de Grève qui a déclaré la grève générale le 18 octobre 1945 pour obtenir la libération de Juan Perón, ce qui a déclenché la mobilisation du 17 octobre 1945. L'USA a fusionné à nouveau, définitivement, avec la CGT.